# Luciano Farinelli
Luciano Farinelli (Ancona, 24 settembre 1931 – Arcevia, 24 giugno 1995) è stato un anarchico e pubblicista italiano. Figura di spicco dei Gruppi di iniziativa anarchica, direttore del periodico "L'Internazionale" per oltre 25 anni.

## Biografia
Aderisce giovanissimo all'Anarchismo grazie all'influenza del padre e del nonno, anche loro libertari. Nel dopoguerra è attivissimo ad Ancona, partecipa ai principali convegni e congressi nazionali della Federazione anarchica italiana, collabora ai periodici Umanità Nova e Seme anarchico. Nel 1964 fonda, insieme a Bruno Fattori, la Casa Malatesta, un luogo di cultura dedicato al rivoluzionario anarchico
A seguito della frattura determinatasi nel corso dell'ottavo congresso della FAI (Carrara,1965) seguita all'adozione del nuovo Patto associativo, partecipa, insieme a Armando Borghi, Pio Turroni, Michele Damiani e Aurelio Chessa, alla costituzione dei Gruppi di iniziativa anarchica.

A Farinelli viene affidata la redazione del quindicinale L'Internazionale, espressione dei GIA, che dirigerà fino alla morte, siglando i propri articolo con lo pseudonimo l'orso. Al periodico collaborano molti dei principali militanti dell'epoca, tra cui Giuseppe Pinelli e lo stesso periodico ha un ruolo rilevante nella campagna di informazione seguita alla tragica morte del ferroviere anarchico.
Nella sua intensa attività politica si adopera negli anni successivi per riannodare la collaborazione tra le varie componenti del movimento anarchico e si impegna a favore dei detenuti politici e nell'ambito della commissione di corrispondenza dei GIA.
Il suo archivio, importante per la storia del movimento anarchico italiano nel dopoguerra, è conservato presso il Centro studi "Pinelli" di Milano..